# Бук-Поморський
Бук-Поморський (пол. Buk Pomorski, нім. Königlich Buchwalde) — село в Польщі, у гміні Яблоново-Поморське Бродницького повіту Куявсько-Поморського воєводства.
Населення — 288 осіб (2011).

## Демографія
Демографічна структура станом на 31 березня 2011 року:
|          | Загалом | Допрацездатний вік | Працездатний вік | Постпрацездатний вік |
| -------- | ------- | ------------------ | ---------------- | -------------------- |
| Чоловіки | 154     | 39                 | 103              | 12                   |
| Жінки    | 134     | 34                 | 78               | 22                   |
| Разом    | 288     | 73                 | 181              | 34                   |